# Cañada del Diablo
Cañada del Diablo är en ort i Mexiko.   Den ligger i kommunen Imuris och delstaten Sonora, i den nordvästra delen av landet, 1 700 km nordväst om huvudstaden Mexico City. Cañada del Diablo ligger 842 meter över havet och antalet invånare är 210.
Terrängen runt Cañada del Diablo är kuperad åt sydost, men åt nordväst är den platt. Runt Cañada del Diablo är det mycket glesbefolkat, med 4 invånare per kvadratkilometer. Närmaste större samhälle är Magdalena de Kino, 19,6 km sydväst om Cañada del Diablo. Omgivningarna runt Cañada del Diablo är i huvudsak ett öppet busklandskap.